# Abdul Sattar Moosa Didi

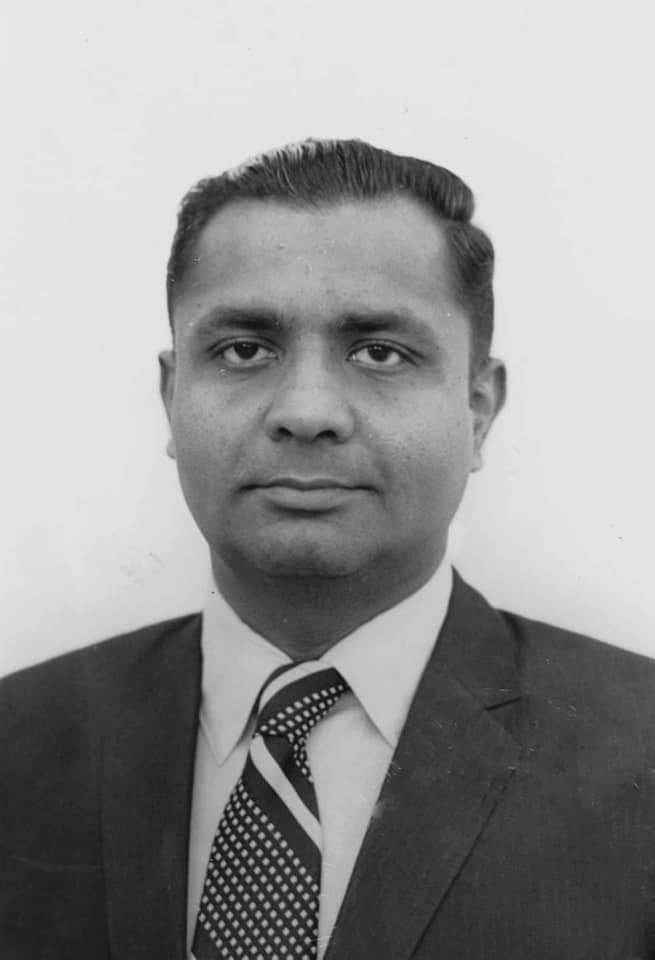
Abdul Sattar Moosa Didi (1960er Jahre)

Abdul Sattar Moosa Didi (Alternativname: Amir Abdul Sattar Faamudheyri Kilegefaanu; * 1936; † 27. November 2015 in Bangkok, Thailand) war ein maledivischer Diplomat und Politiker.

## Leben
Didi war von 1957 bis 1960 zunächst Sekretär der Vertretung sowie danach zwischen 1960 und 1967 selbst Vertreter in Ceylon. Im Anschluss war er von 1967 bis 1970 Ständiger Vertreter bei den Vereinten Nationen in New York City und in Personalunion zwischen 1968 und 1970 Botschafter in den USA. In der Regierung von Staatspräsident Ibrahim Nasir bekleidete er zwischen 1971 und 1975 das Amt des Finanzministers. Im Anschluss war er von Oktober 1975 bis Mai 1977 gemeinsam mit Ahmad Hilmy Didi, Ibrahim Shihab, Ali Maniku sowie Hassan Zareer einer der Vizepräsidenten der Malediven.
Während der Amtszeit von Nasirs Nachfolger, Maumoon Abdul Gayoom, war er Ende der 1970er Jahre Bildungsminister und eröffnete in dieser Funktion 1978 das Baa Atoll Education Centre. Später war er in den 1980er Jahren Fischereiminister sowie zuletzt in den 1990er Jahren Minister für Gesundheit und Wohlfahrt. 1998 wurde Didi Vorsitzender des Rates des Maldives College of Higher Education (MCHE), das 2011 in Maldives National University umbenannt wurde. Während der Massendemonstrationen im September 2003 fungierte er als Vorsitzender einer Präsidialkommission zur Untersuchung der Umstände des Todes von Evan Naseem, der zuvor mit zwei weiteren Häftlingen unter ungeklärten Umständen im Gefängnis starb.